# The Accountant (film, 2001)
Ne doit pas être confondu avec The Accountant (film, 2016).
The Accountant est un court-métrage américain réalisé par Ray McKinnon et sorti en 2001.
Il a remporté l'Oscar du meilleur court métrage en prises de vues réelles en 2002.

## Synopsis
Le film raconte l'histoire d'un comptable dont les compétences pourraient permettre de sauver financièrement la ferme de la famille O'Dell.

## Fiche technique
- Réalisation  :Ray McKinnon
- Scénario : Ray McKinnon
- Production : Ginny Mule Pictures
- Producteurs : Lisa Blount, Walton Goggins
- Musique : Rusty Andrews
- Lieu de tournage : Covington, Georgie
- Durée : 35 minutes

## Distribution
- Ray McKinnon : The Accountant
- Walton Goggins: Tommy O'Dell
- Eddie King : David O'Dell
- Gary Richardson
- Nick Sakai